# Altenschlirf
Altenschlirf is een plaats in de Duitse gemeente Herbstein, deelstaat Hessen, en telt 476 inwoners (2007).